# Bayron Garcés
Bayron Garcés (Pradera, Valle del Cauca, Colombia, 30 de mayo de 1993) es un futbolista colombiano. Juega como delantero y actualmente milita en el Envigado Fútbol Club de la Categoría Primera A de Colombia.
Se inició en el Deportivo Cali donde destacó en las divisiones inferiores por su velocidad, gambeta y manera de definir. Debuta con el Cali en el 2011 en Copa Colombia. No se pudo afianzar en el conjunto vallecaucano, por esta razón sale del equipo en busca de más minutos.
Tuvo un gran paso por varios equipos del fútbol profesional colombiano, donde su último club fue Alianza Petrolera en donde fue goleador con 8 goles y 4 asistencias en 13 partidos del segundo semestre de 2021 donde su equipo clasificó a los cuadrangulares Finales.
En 2022 fue anunciado como nuevo jugador del Al Ittihad Kalba de la liga de los Emiratos Árabes, en donde ya ha disputado varios partidos en condición de suplente, y 5 partidos de titular, donde ha marcado 3 goles y 1 asistencia.

## Clubes
| Club                   | País     | Año         |
| ---------------------- | -------- | ----------- |
| Deportivo Cali         | Colombia | 2011 - 2012 |
| Once Caldas            | Colombia | 2012        |
| Deportivo Cali         | Colombia | 2013        |
| Jaguares de Córdoba    | Colombia | 2014        |
| Atlético               | Colombia | 2015 - 2016 |
| Real Cartagena         | Colombia | 2016        |
| Atlético               | Colombia | 2017        |
| Unión Magdalena        | Colombia | 2017 - 2018 |
| Atlético Huila         | Colombia | 2019        |
| Independiente Medellín | Colombia | 2020        |
| Alianza Petrolera      | Colombia | 2021        |
| Al Ittihad Kalba       | EAU      | 2022        |
| Atlético Bucaramanga   | Colombia | 2023        |
| Envigado               | Colombia | 2024        |